# Kažnjavanje srpskih žena za kolaboraciju sa Nemcima
Kažnjavanje srpskih žena za kolaboraciju sa Nemcima bila je jedna od metoda represije prvo od  strane ravnogorskog i narodnooslobodilačkog pokreta Jugoslavije, za vreme Drugog svetskog rata u Jugoslaviji, a potom i nove komunističke vlasti po završetku  rata (sa  razlikom što je komunistička vlast kažnjavala žene i za kolaboraciju sa ravnogorskim pokretom).
Prema proceni dr Momčila Mitrovića, na svakih 100 muškaraca optuženih pred Komisijom za ratne zločine, našla se i po jedna žena.

## Preduslovi
Uslovi koji su vladali od Nemaca okupiranoj Srbiji, uticali su na to da su žene ostajale bez svojih partnera ili bračnih drugova, jer su muškaraci bili u oružanim odredima, zarobljeništvu ili su smrtno stradali. To je dovelo do toga da su se mnoge žene, zapošljavale u organima okupacione vlast ili su se upuštale sa Nemcima  u vanbračne ljubavne veze i postajale slobodnije u polnom životu.
Posle zaposlenja kod nemačkih okupacionih službi mnoge žene koje ranije
nisu bile politički opredeljene počele, počele su da sa Nemcima provode slobodno vreme i sve više promovišu interese okupatora.  Među njima je bilo i vrbovanih žena u službu okupatora koje su radila kao obaveštajni agenti u velikom broju slučajeva. Među ovim ženama ostaće zapamćena Vera Pešić (1919—1944) koja je kasnije proglađena za najpoznatiju srpsku špijunku,  koja je još u međuratnom periodu bila u ljubavnoj vezi sa SS majorom Karlom Krausom, a smatra se da je bila i ljubavnica generala Badera, vojnog zapovednika Srbije. Njen zadatak bio je da uđe u mrežu špijuna britanske, francuske i nemačke obaveštajne službe koje su plele svoje mreže u Beogradu. Radila je u Šestom odeljenju policije koje je radilo na suzbijanju komunista, ali i praćenju rada stranih misija kod četnika. Njena zaduženja posebno su se odnosila na leskovački i niški okrug koje je dobro poznavala. Godine 1942. razotkrila je saradnju četnika sa Britancima što je dovelo do toga da lokalni četnički vođa u Požarevcu Milan Kalabić posle mučenja bude streljan.

U mnogim slučajevima žene su bile prinuđene da dele zajednički stambeni prostor sa Nemacima što je predstavljao put zbližavanja srpskih žena i nemačkog okupatora. 
Mnoge ugledne žene iz građanskih porodica družile su se sa rukovodiocima okupacione službe, čak su i priređivale zabave kojima su oni prisustvovali, a ponekada bili i glavni gosti.

## Oblici kažnjavanja
Sve vreme rata javnost je pratila i oštro osuđivala veze žena sa Nemcima kao okupatorom, očekujući njihovo kažnjavanje po završetku rata. I kada se konačno Drugio svetski rat okončao, slediče su optužbe protiv srpskih žena za kolaboraciju sa Nemcima, pred vojnim sudovima, koje su sadržavale kvalifikacije kao što su:
- denuncijacija,
- potkazivanje,
- maltretiranje ranjenika,
- iživljavanje na leševima,
- mučenja,
- zlostavljanja zarobljenika,
- izdaja naroda,
- slanje u logor,
- batinjanja.

Kažnjavanje žena pred sudovima nacionalne časti bilo je češće nego pred vojnim sudovima, a mnoge optuženice su se odnosila na intimni život. ime se broj optuženih žena za kolaboraciju znatno proširen i time što su se pred sudom našle i žene koje su održavale intimne odnose sa pripadnicima kolaboracionističkih ili ravnogorskih snaga. 

## Grupna suđenja ženama
Ženama optuženim za nemoralno držanje pod okupacijom često je posle rata bilo organizovano grupno suđenje. 

## Kažnjavanje žena za „horizontalnu kolaboraciju“ u Srbiji
Premda je teško izvršiti kvantifikaciju, „horizontalna kolaboracija“, u Srbiji, uslovljena težim režimom okupacije, nije imala razmere sličnih pojava u porobljenim zemljama Zapadne Evrope, ali nije bila ni zanemarljiva. Nije bio zanemarljiv ni uticaj koji je takvo ponašanje ostavljalo na javno mnjenje koje je budno pratilo vladanje žena. Patrijarhalna moralna pravila su sa posebnom strogošću regulisala ponašanje, ljubavni i seksualni život žena. Okupacija i propast države, kao i poraz muškaraca u ratu uticali su na slabljenje patrijarhalnog poretka koji je ulogu žene u ratu video kao svetu
dužnost. Od žena je očekivano da budu majke i brinu o domaćinstvu, a umesto toga one su odsutne i poražene muškarce zamenile okupatorom.
Seksualnim vezama sa okupatorom žene su ugrozile nacionalno i muško vlasništvo nad ženskom seksualnošću. Žene koje nisu ispunile očekivanja nisu bile dorasle idealu koji su tradicija i društvo postavili u poštovanju seksualnosti i tretirane su kao pretnja za opstanak nacije.

## Kažnjavanje žena od strane ravnogorskog i narodnooslobodilačkog pokreta
Ravnogorski  pokreta,  je kažnjavanju žena najćešće pribegavali zog „horizontalne kolaboracije“, odnosono intimne veze sa nemačkim okupatorom, dok je narodnooslobodilački pokret pokretao kažnjavanje žena ne samo zbog  „horizontalne kolaboraciji“ već i zbog ideoloških razloga, jer je te žena označavao protivnicama. 
Dok je ravnogorski pokret u slučajevima takvih žena pribegavao žigosanju i prisilnom šišanju, koje je kao   kazna zbog saradnje sa okupatorom ili stupanja sa njim u intimne odnose postojalo je u Srbiji tokom Prvog svetskog rata,  narodnooslobodilački pokret  je ćene kolaboracionistkinje sa Namecima tokom rata samo evidentirao, da bi ih posle oslobođenja sankcionisao sudskim putem. 
Od strane oba pokreta među optuženim nisu se našle samo okrivljene za „horizontalnu kolaboraciju“ već i žene koje su smatrane ideološkim protivnicama. U kažnjavanju koje su primenjivala oba pokreta, seksualne optužbe suzapravo prikrivale ideološko razmimoilaženje koje je prebacivano na polje seksualnosti. Skrivanje ideologije iza optužbi za seksualne prekršaje predstavljalo je pokušaj da se žene degradiraju u okvirima roda i da im se na taj način uskrati pravo na ravnopravnost i emancipaciju.

## Napomene
1. ↑  Radi poređenja broja optuženih žena može se navesti slučaj Češke čiji su sudovi koji su od juna 1945. do maja 1947. sudili optuženima za saradnju sa okupatorom imali 33.000 optuženih, od kojih je svaki šesti bila žena, među kojima je skoro podjednak bio broj Čehinja i Nemica.[2] – B. Frommer, n. d., 112.
2. ↑  Postoje svedočenja i da je komandant SS-a i policije August Majsner u Beogradu imao za ljubavnice dve sestre iz ugledne beogradske porodice koje su zbog toga posle oslobođenja streljane.[6]
3. ↑  Pojam „horizontalna kolaboracija“ nastao je u francuskoj istoriografiji, mada francuzi koriste i blaži termin „sentimentalna kolaboracija“ („collaboration sentimentale“).[8]

## Literatura
- RichardVinen, The Unfree French. Life under the Occupation, Penguin books, 2007, 176.
- Elizabet Abot, Istorija ljubavnica, Beograd 2006, 350.
- Surviving Hitler and Mussolini. Daily Life in Occupied Europe, Edited by Robert Gildea, Olivier Wieviorka and Anett Warring, Berg, Oxford, New York, (2006). str. 120.
- BIA, I-36
- Milorad Bertolino, Sećanje na Šabac i Loznicu, Šabac (1981). str. 95.
- G. Davidović, M. Timotijević, Zatamnjena prošlost..., III. pp. 240–241.
- AS, G-25, f 9, zl. br. 1755

## Spoljašnje veze
- Жена која је слудела четири службе („Вечерње новости”, 28. септембар 2019)